# Frankfurter Neue Presse
Die Frankfurter Neue Presse (FNP) ist eine deutsche Tageszeitung mit einem Schwerpunkt für lokale und regionale Themen. Sie erscheint in Frankfurt am Main und befindet sich über die Frankfurter Societät im Eigentum der Zeitungsholding Hessen.

## Geschichte
Die FNP wurde am 15. April 1946 unter der Lizenz der amerikanischen Militärregierung als konservatives Gegenstück zur links-liberalen Frankfurter Rundschau gegründet. Sie war die 32. Zeitung in der US-Zone. Die Lizenz GH 201 erhielten Hugo Stenzel und August Heinrich Berning, an dessen Stelle am 5. August 1947 Leopold Goldschmidt trat.
Seit dem 20. Januar 1949 war Stenzel bis zu seinem Tod am 20. Juli 1964 alleiniger Verleger. Ihm folgten Werner Wirthle, Geschäftsführer der Frankfurter Societät, und von 1991 bis Ende März 2007 Volker W. Grams, zuständiger Geschäftsführer. Dessen Nachfolger wurde zum 1. April 2007 Hans Homrighausen. Seit März 2015 ist Oliver Rohloff Geschäftsführer.
Ziel und Aufgabe der neuen Zeitung formulierten die Herausgeber 1946 so: „Für Völkerversöhnung, religiöse Toleranz, sozialen Fortschritt und Politik einer breiten positiven Mitte. Gegen Nationalismus. Für Demokratie, gegen verderbliche Vorurteile, für kulturellen Neubau aus echten Kräften und gegen die Zersetzung des Lebens.“
Die Redaktion der Frankfurter Neuen Presse kam zunächst in den Räumen des ehemaligen Frankfurter General-Anzeigers in der Rahmhofstraße 4 unter. Von der Firma Horstmann wurden 1949 die Titelrechte am Frankfurter Generalanzeiger erworben.
Am 1. August 1955 beteiligte sich die Frankfurter Societäts-Druckerei GmbH, Inhaberin der Verlagsrechte der bis 1943 erschienenen Frankfurter Zeitung, Herausgeberin der Frankfurter Illustrierten und der Zeitschrift Die Gegenwart, an dem Verlag Neue Presse GmbH. Mehrheitsgesellschafterin der Societät und zugleich der Frankfurter Allgemeinen Zeitung (FAZ) war die Fazit-Stiftung.
Mit der Mehrheitsübernahme der Frankfurter Rundschau (FR) durch die Frankfurter Societät und die FAZ waren im Jahr 2013 alle großen Frankfurter Lokalzeitungen wirtschaftlich zusammengeschlossen. In den folgenden Jahren kam es zu wachsenden Austauschen redaktioneller Inhalte zwischen FR und FNP. Anfang Februar 2018 wurde bekannt, dass die Anteile der Fazit-Stiftung und der FAZ an FNP und FR an die Zeitungsholding Hessen verkauft werden sollen. Das Bundeskartellamt stimmte den Verkäufen Anfang März 2018 zu, „weil damit das Monopol der FAZ-Gruppe in der Stadt beendet werde.“ Der Besitzerwechsel wurde zu Anfang April 2018 vollzogen.
Im August 2021 wurde bekannt, dass die Zeitungsholding Hessen und die Verlagsgruppe Rhein Main (VRM) den gegenseitigen Verkauf mehrerer Lokalzeitungen planen, wovon auch verschiedene lokale Titel der FNP betroffen sein würden. Die Transaktionen wurden zum Teil zum 1. Oktober 2022 vollzogen, die Übernahme der Nassauischen Neuen Presse durch VRM wird noch (Stand: April 2022) vom Bundeskartellamt geprüft.

## Verbreitung
Das Blatt wird verlegt und gedruckt von der Frankfurter Societäts-Medien GmbH.
Die FNP-Stadtausgabe deckt den Frankfurter Innenstadtbereich und die südlichen, nördlichen und östlichen Stadtteile ab.
Mehrere Kopfblätter, die sich durch Regional-/Lokalteil und Titel unterscheiden, decken das übrige Verbreitungsgebiet ab:
- Höchster Kreisblatt für die westlichen Frankfurter Stadtteile und den Main-Taunus-Kreis (ehemaliger Landkreis Höchst)
- Nassauische Neue Presse für den mittelhessischen Raum um Limburg sowie grenznahe Gemeinden im Westerwaldkreis und im Rhein-Lahn-Kreis in Rheinland-Pfalz
- Taunus-Zeitung mit der Usinger Neuen Presse für den Hochtaunuskreis
- Bad Vilbeler Neue Presse für Bad Vilbel, Karben, die Wetterau und Teile des Main-Kinzig-Kreises
- Neu-Isenburger Neue Presse für Neu-Isenburg, Dreieich, Langen, Mörfelden-Walldorf, Kreis Offenbach, Kelsterbach, Raunheim und weitere Teile des Kreises Groß-Gerau.

Von 2015 bis 2021 war auch das Rüsselsheimer Echo für die Stadt Rüsselsheim am Main und die umliegenden Kommunen Raunheim, Bischofsheim, Ginsheim-Gustavsburg, Groß-Gerau, Nauheim und Trebur eine Ausgabe der FNP. Diese wurde Mitte 2015 vom Darmstädter Echo übernommen. Anfang 2022 kehrte das Rüsselsheimer Echo zum Darmstädter Echo zurück.

### Taunus-Zeitung
Die Taunus-Zeitung ist Marktführer unter den Tageszeitungen im Hochtaunuskreis. 1877 erschien die erste Ausgabe des Königsteiner-Kronberger Anzeigers (ab Nr. 28: Amtlicher Anzeiger des Amtsbezirkes Königstein). Dieses Blatt trug seit Oktober 1880 die Bezeichnung Taunuszeitung. In der heutigen Form als Kopfblatt der FNP besteht die Taunus-Zeitung seit dem 2. Januar 1970. Neben der namensgebenden Zeitung aus Königstein wurden damals noch „Der Taunusbote“, der „Taunusanzeiger“ aus Oberursel und der „Kronberger Anzeiger“ auf das neue Blatt verschmolzen.

## Auflage
Die Auflage der Frankfurter Neue Presse wird gemeinsam mit der Rhein-Main-Zeitung (Frankfurter Regionalausgabe der Frankfurter Allgemeinen Zeitung) und seit dem zweiten Quartal 2013 auch der Frankfurter Rundschau ausgewiesen. Die verkaufte Auflage sank von 203.613 Exemplaren im ersten Quartal 1998 auf 162.856 Exemplare im ersten Quartal 2013, ein Minus von 20,0 Prozent. Im zweiten Quartal 2013 stieg die verkaufte Auflage auf 210.334 Exemplare und sank anschließend auf aktuell 111.222 Exemplare, ein Minus von 47,1 Prozent. Der Anteil der Abonnements an der verkauften Auflage liegt bei 85 Prozent.
| 1998 | 1999 | 2000 | 2001 | 2002 | 2003 | 2004 | 2005 | 2006 | 2007 | 2008 | 2009 | 2010 | 2011 | 2012 | 2013   | 2014   | 2015   | 2016   | 2017   | 2018   | 2019   | 2020   | 2021   | 2022   | 2023   | 2024   |
| ---- | ---- | ---- | ---- | ---- | ---- | ---- | ---- | ---- | ---- | ---- | ---- | ---- | ---- | ---- | ------ | ------ | ------ | ------ | ------ | ------ | ------ | ------ | ------ | ------ | ------ | ------ |
|      |      |      |      |      |      |      |      |      |      |      |      |      |      |      | 203843 | 191194 | 177916 | 171408 | 155755 | 157107 | 150218 | 140126 | 137158 | 129655 | 123519 | 117170 |

Die Rhein-Main-Zeitung, die Frankfurter Rundschau und die Frankfurter Neue Presse mit ihren Kopfblättern hatten 2018 gemeinsam eine Reichweite von 593.000 Lesern.

## Chefredakteure
- 1946–1947 August Heinrich Berning und Hugo Stenzel
- 1947–1949 Leopold Goldschmidt
- 1949–1965 Marcel Schulte
- 1965–1967 Friedrich Herzog
- 1967–1979 Robert Schmelzer
- 1979–1985 Hans-Joachim Nimtz
- 1985–1991 Paul Pucher
- 1992–1995 Peter Fischer
- 1996–1997 Paul-Josef Raue
- 1997–2007 Gerhard Mumme
- 2007–2016 Rainer Maria Gefeller
- 2016–2018 Joachim Braun
- seit April 2018 Max Rempel (von August 2018 bis Januar 2020 zusammen mit Matthias Thieme)[11]

Die Redaktionssitz der FNP befindet sich in der Frankenallee in Frankfurt-Gallus. Das Blatt versteht sich heute als eher konservativ ausgerichtete Tageszeitung.